# Namíbia javasolt világörökségi helyszínei
Namíbia területéről 2019. júliusig két helyszín került fel a világörökségi listára, valamint nyolc további helyszín a javaslati listán várakozik a felvételre.
| Név                              | Kép | Típus      | Év   |
| -------------------------------- | --- | ---------- | ---- |
| Brandberg-hegyi műemléki terület |     | vegyes     | 2002 |
| Fishriver Canyon                 |     | természeti | 2002 |
| Welwitschia fennsík              |     | vegyes     | 2002 |
|                                  |     |            |      |

## Elhelyezkedésük
Namíbia javasolt világörökségi helyszínei